# Pericoma tenerifensis
Pericoma tenerifensis és una espècie d'insecte dípter pertanyent a la família dels psicòdids que es troba a Àfrica: l'illa de Tenerife (les illes Canàries).